# 劉道開
劉道開（1601年—1681年），一名遠鵬，字非眼，別號了庵居士，四川重慶府巴縣人，明末文人。

## 生平
自幼好學，尤潛心於兵農水利。崇禎六年（1633）癸酉科四川鄉試舉人，崇禎十三年（1640年）庚辰科會試副榜，授貴州思南府推官未任。張獻忠人川，他攜家至涪陵，後又轉徙梁平、墊江間。
清初，劉道開由達州遷入閬中，巡撫李國英重其名，欲為其請官，他堅辭以死誓，乃止。李國英常造訪問他治平之術，他雖以戡亂撫民休養生息之道進之，然亡明之痛，未嘗一日去懷，遂從當地離指和尚遁藏。順治十七年(1660)，其子劉如漢迎他至京師贍養，他則閉門精修，居斗室二十餘年，不與人交往。卒時遺命以僧服人殮，不得用清朝衣冠。

## 家族
子長劉甲鼎、次劉丙鼎、次劉壬鼎〔劉如漢〕，次劉承鼎〔劉如淮〕。

## 著作
著有《自怡軒詩文集》、《痛定錄》、《蜀人物誌》等，惜均佚失。今能見者有兩文，一為《蹇忠定公辨誣》、一為《金鰲寺碑記》。